# バングウェウル湖
バングウェウル湖（バングウェウルこ、Lake Bangweulu）またはバングウェル湖は、ザンビア北東部にある大きく浅い湖である。
湖はコンゴ川水系で、チャンベシ川が北東から流入し、バングウェウル湖南部からルアプラ川へ流れ出しムウェル湖に注いでいる。周りは、年に一度氾濫するチャンベシ川が過度な植生によって水を抑えられて出来る広大なバングウェウル湿地帯に、何百キロメートルも囲まれている。湖および周辺の湿地はホオカザリヅル、ハシビロコウなどの鳥類およびアフリカゾウ、アフリカスイギュウ、シタツンガ、リーチュエなどの野生動物の生息地であり、1991年にラムサール条約登録地となった。
湖の中にはいくつかの人が住んでいる島があり、南西の岸辺にあるサムフィアから島へ渡る船が出ている。湖では漁業が行われ、ワニがいることで知られている。バングウェウルは「水が空に出会う場所」を意味する。
宣教師で、ヨーロッパ人で初めてアフリカ大陸を横断した探検家であるデイヴィッド・リヴィングストンは、1873年にバングウェウル湖南岸にあるチタンボ村で死亡した。